# Alive!
Alive! és el quart àlbum de la banda Kiss.

## Llista de cançons

### Disc 1
1. Deuce – 03:32
2. Strutter – 03:12
3. Got to Choose – 03:35
4. Hotter Than Hell – 03:11
5. Firehouse – 03:42
6. Nothin' to Lose – 03:23
7. C'mon And Love Me – 02:52
8. Parasite – 03:21
9. She – 06:42

### Disc 2
1. Watchin' You – 03:51
2. 100,000 Years – 12:10
3. Black Diamond – 05:50
4. Rock Bottom – 04:59
5. Cold Gin – 05:43
6. Rock and Roll All Nite – 04:23
7. Let Me Go, Rock 'n' Roll – 05:45